# Lijst van partijvoorzitters van de PPR
Hieronder staat een lijst van partijvoorzitters van de Politieke Partij Radikalen (PPR). De PPR heeft gedurende haar bestaan dertien verschillende voorzitters gehad.
| Periode                              | Partijvoorzitter               | Opmerkingen                                  |
| ------------------------------------ | ------------------------------ | -------------------------------------------- |
| 1 maart 1968 - 1 juli 1968           | Pieter Bogaers                 | voorzitter van het voorlopig bestuur         |
| 1 juli 1968 - 5 oktober 1968         | Erik Jurgens en Wouter van Dam | waarnemend voorzitters                       |
| 5 oktober 1968 - 13 juni 1970        | Erik Jurgens                   |                                              |
| 13 juni 1970 - 30 oktober 1971       | Jacques Tonnaer                |                                              |
| 30 oktober 1971 - 10 februari 1973   | Dolf Coppes                    |                                              |
| 10 februari 1973 - 30 november 1974  | Wouter van Dam                 |                                              |
| 30 november 1974 - 12 november 1976  | Ria Beckers                    | trad af om lijsttrekker van de PPR te worden |
| 12 november 1976 - 16 augustus 1977  | Wijnand van Hoogevest          |                                              |
| 16 augustus 1977 - 24 september 1977 | vacant                         |                                              |
| 24 september 1977 - 5 november 1977  | E. Talstra                     | waarnemend voorzitter                        |
| 5 november 1977 - 20 november 1981   | Herman Verbeek                 |                                              |
| 20 november 1981 - 16 november 1985  | Wim de Boer                    |                                              |
| 16 november 1985 - 16 april 1988     | Janneke van der Plaat          |                                              |
| 16 april 1988 - 21 april 1990        | Bram van Ojik                  |                                              |
| 21 april 1990 - 16 februari 1991     | Klaas-Wybo van der Hoek        |                                              |

CDA · ChristenUnie · D66 · GroenLinks · PPR · PSP · PvdA · PvdD · SGP · VVD